# Bridgewater (Connecticut)
Bridgewater è un comune di 1.898 abitanti degli Stati Uniti d'America, situato nella Contea di Litchfield nello Stato del Connecticut.